# A Fifty-Mile Auto Contest
A Fifty-Mile Auto Contest è un cortometraggio muto del 1912 diretto da Allan Dwan.

## Produzione
Il film fu prodotto dalla American Film Manufacturing Company. Venne girato a Lakeside, una località alle porte di San Diego diventata, all'epoca, una famosa sede di gare di automobilismo sportivo.

## Distribuzione
Distribuito dalla Film Supply Company, il film - un breve documentario di cento metri - uscì nelle sale cinematografiche USA il 17 giugno 1912. Nelle proiezioni, veniva programmato con il sistema dello split reel, accorpato in un'unica bobina con un altro cortometraggio prodotto dall'American Film Manufacturing Company, il drammatico The Weaker Brother.